# Soldiers of Love
«Soldiers of Love» —en español: «Soldados del amor»— es una canción compuesta por Sebastian F. Ovens, Daniel Lund Jørgensen, Katrine Klith Andersen y la banda Lighthouse X, e interpretada en inglés por Lighthouse X. Fue elegida para representar a Dinamarca en el Festival de la Canción de Eurovisión de 2016 tras ganar la final nacional danesa, Dansk Melodi Grand Prix, en 2016.

## Festival de Eurovisión

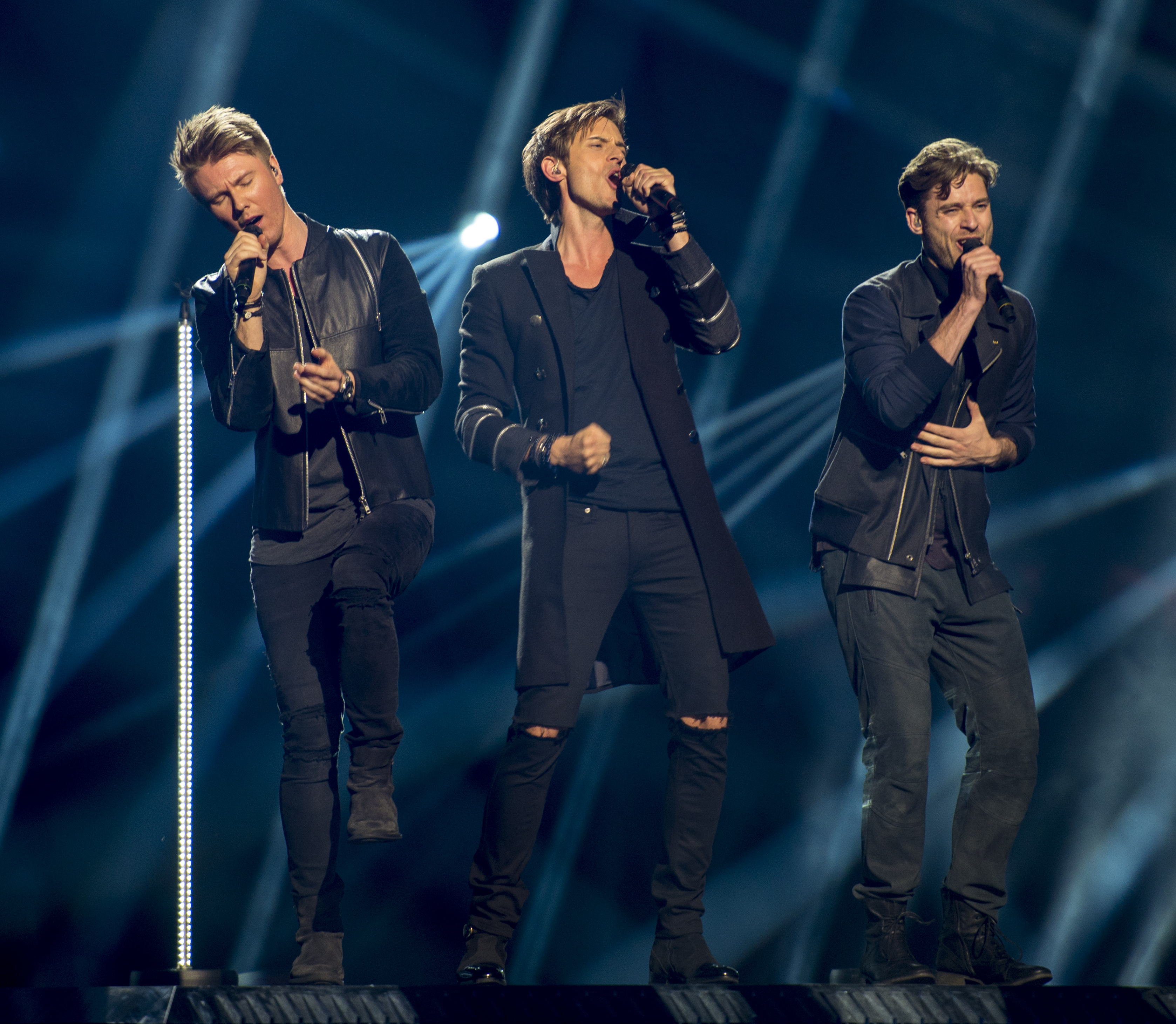
La banda Lighthouse X interpretando la canción durante el Festival de la Canción de Eurovisión 2016.

### Dansk Melodi Grand Prix 2016
Esta canción participó en la final nacional alemana para elegir a la canción y artistas representantes de Alemania en el Festival de Eurovisión, el Dansk Melodi Grand Prix. Hubo un plazo de presentación entre el 30 de junio y el 7 de septiembre de 2015 para que los compositores y artistas enviasen sus canciones. El director de la DR declaró que la competición buscaría «canciones de todos los géneros, no solo las típicas canciones de Eurovisión», con énfasis en que las canciones tuvieran un coro potente y pegadizo. El locutor recibió un récord de 982 canciones durante el periodo de presentación; el récord anterior fue en 2014, cuando el locutor recibió 872 canciones. Un comité de selección eligió seis a siete canciones de las canciones enviadas. Estas fueron elegidas por un comité de profesionales de la industria que fue dirigido por el productor musical Cutfather y contó con el productor musical Jonas Schroeder, quien había estado afiliado con el Dansk Melodi Grand Prix desde 2013. Tres a cuatro de los participantes fueron invitados a competir por consideraciones editoriales.
Los artistas competidores y las canciones se iban a presentar oficialmente el 28 de enero de 2016. Sin embargo, las canciones se filtraron el 10 de enero mediante Spotify. Después, la DR confirmó la lista de los participantes y presentó un evento sobre ello en el Koncerthuset, Copenhague, el 13 de enero. Siguiendo la presentación y la publicación de las canciones, «Not Alone» de Anja Nissen fue acusada de incumplir las normas de la competición, ya que la coescritora y ganadora del Festival de la Canción de Eurovisión 2013 había interpretado la canción durante conciertos en 2014. Tras consultar a la Unión Europea de Radiodifusión, la DR confirmó que la canción era elegible a representar a Dinamarca en el festival.
Finalmente, la canción se declaró ganadora de la final, siendo así seleccionada para representar a su país en el Festival de la Canción de Eurovisión de 2016.

### Festival de la Canción de Eurovisión 2016
Esta canción fue la representación australiana en el Festival de la Canción de Eurovisión 2016.
El 25 de diciembre de 2016, se organizó un sorteo de asignación en el que se colocaba a cada país en una de las dos semifinales, además de decidir en qué mitad del certamen actuarían.
Así, la canción fue interpretada en 13.eɽ lugar durante la segunda semifinal, celebrada el 12 de mayo de ese año, precedida por Bulgaria con Poli Genova interpretando «If lvoe was a crime» y seguida por Ucrania con Jamala interpretando «1944». Durante la emisión del certamen, la canción no fue anunciada entre los diez temas elegidos para pasar a la final y por lo tanto no cualificó para competir en ésta. Más tarde se reveló que Albania había quedado en 17.º puesto de los 18 países participantes de la semifinal con 34 puntos.